# Harald Andersson (politiker)
Karl Olof Harald Andersson, född 1 april 1888 i Barva socken, Södermanlands län, död 30 september 1961 i Dunkers socken, var en svensk politiker i Bondeförbundet.
Andersson var ledamot av Sveriges riksdags andra kammare 1929-1940 och från 1945 i Södermanlands läns valkrets. Harald Andersson bodde på Johannisnäs, var ledamot av statens arbetsmarknadsstyrelse, vice ordförande i Södermanlands läns landsting och dess förvaltningsutskott, ordförande i Dunkers kommunfullmäkige och vice ordförande i kommunalnämnden, vice ordförande i Södermanlands läns hushållningssällskap och dess förvaltningsutskott, samt ordförande i Villåttinge hushållsgille.